# محمد دانيش
محمد دانيش (بالتركية: Mehmet Daniş)‏, (ولد: 2 أغسطس 1971, في تشاناق قلعة, تركيا) سياسي تركي. ونائب سابق في البرلمان التركي لأكثر من دورة ممثلا عن حزب العدالة والتنمية.